# Rysslands bidrag till Oscar för bästa icke-engelskspråkiga film

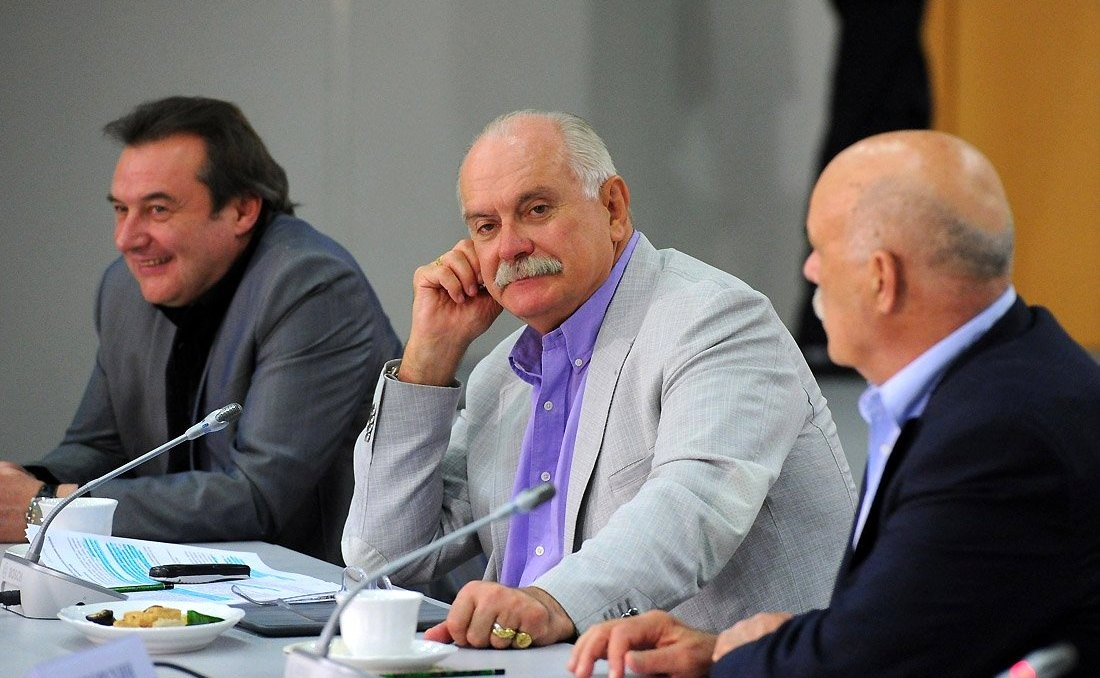
Nikita Michalkov regisserade den Oscarsbelönade Brända av solen.

Rysslands bidrag till Oscar för bästa icke-engelskspråkiga film är de filmer som Ryssland sedan 1992 har skickat till Oscarsakademin för att delta i kategorin Bästa icke-engelskspråkiga film. Fram till 2005 hette kategorin "bästa utländska film". Före 1992 dominerade ryska produktioner bland de bidrag som Sovjetunionen skickade till Oscarsakademin.
Ryssland har tilldelats Oscar för bästa icke-engelskspråkiga film en gång: 1995 för Brända av solen. Sex av de inskickade bidragen har genom åren blivit nominerade. Senast det skedde var 2015 för Leviatan.

## Bidragen
| År               | Svensk titel                   | Ursprungstitel                 | Regissör                                    | Resultat               |
| ---------------- | ------------------------------ | ------------------------------ | ------------------------------------------- | ---------------------- |
| Oscarsgalan 1993 | Urga – kärlekens tecken        | Урга                           | Nikita Michalkov                            | Nominerad              |
| Oscarsgalan 1995 | Brända av solen                | Утомлённые солнцем             | Nikita Michalkov                            | Tilldelad Oscar        |
| Oscarsgalan 1996 | Musulmanin                     | Мусульманин                    | Vladimir Chotinenko                         | Inte nominerad         |
| Oscarsgalan 1997 | Bergens fånge                  | Кавказский пленник             | Sergej Bodrov                               | Nominerad              |
| Oscarsgalan 1998 | Ryska tjuven                   | Вор                            | Pavel Tjuchraj                              | Nominerad              |
| Oscarsgalan 1999 | Barberaren i Sibirien          | Сибирский цирюльник            | Nikita Michalkov                            | Diskvalificerad        |
| Oscarsgalan 2000 | Molok                          | Молох                          | Aleksandr Sokurov                           | Inte nominerad         |
| Oscarsgalan 2001 | Dnevnik ego zjeny              | Дневник его жены               | Aleksej Utjitel                             | Inte nominerad         |
| Oscarsgalan 2002 | Romanovy – Ventsenosnaja semja | Романовы – Венценосная семья   | Gleb Panfilov                               | Inte nominerad         |
| Oscarsgalan 2003 | Dom durakov                    | Дом дураков                    | Andrej Kontjalovskij                        | Inte nominerad         |
| Oscarsgalan 2004 | Återkomsten                    | Возвращение                    | Andrej Zvjagintsev                          | Inte nominerad         |
| Oscarsgalan 2005 | Nattens väktare                | Ночной дозор                   | Timur Bekmambetov                           | Inte nominerad         |
| Oscarsgalan 2006 | Italienaren                    | Итальянец                      | Andrej Kravtjuk                             | Inte nominerad         |
| Oscarsgalan 2007 | 9 rota                         | 9 рота                         | Fjodor Bondartjuk                           | Inte nominerad         |
| Oscarsgalan 2008 | 12                             | 12                             | Nikita Michalkov                            | Nominerad              |
| Oscarsgalan 2009 | Rusalka                        | Русалка                        | Anna Melikian                               | Inte nominerad         |
| Oscarsgalan 2010 | Palata №6                      | Палата №6                      | Aleksandr Gornovskij och Karen Sjachnazarov | Inte nominerad         |
| Oscarsgalan 2011 | Kraj                           | Край                           | Aleksej Utjitel                             | Inte nominerad         |
| Oscarsgalan 2012 | Brända av solen 2              | Утомлённые солнцем 2: Цитадель | Nikita Michalkov                            | Inte nominerad         |
| Oscarsgalan 2013 | Belyj tigr                     | Белый тигр                     | Karen Sjachnazarov                          | Inte nominerad         |
| Oscarsgalan 2014 | Stalingrad                     | Сталинград                     | Fjodor Bondartjuk                           | Inte nominerad         |
| Oscarsgalan 2015 | Leviatan                       | Левиафан                       | Andrej Zvjagintsev                          | Nominerad              |
| Oscarsgalan 2016 | Solnetjnyj udar                | Солнечный удар                 | Nikita Michalkov                            | Inte nominerad         |
| Oscarsgalan 2017 | Raj                            | Рай                            | Andrej Kontjalovskij                        | Nådde sista gallringen |